# Episteme adulatrix
Episteme adulatrix is een vlinder uit de familie van de uilen (Noctuidae). De wetenschappelijke naam van de soort is, als Eusemia adulatrix, voor het eerst geldig gepubliceerd in 1844 door Kollar.